# Боркі (Піський повіт)
Боркі (пол. Borki, нім. Adlig Borken) — село в Польщі, у гміні Піш Піського повіту Вармінсько-Мазурського воєводства.
Населення — 454 особи (2011).
У 1975-1998 роках село належало до Сувальського воєводства.

## Демографія
Демографічна структура станом на 31 березня 2011 року:
|          | Загалом | Допрацездатний вік | Працездатний вік | Постпрацездатний вік |
| -------- | ------- | ------------------ | ---------------- | -------------------- |
| Чоловіки | 234     | 63                 | 161              | 10                   |
| Жінки    | 220     | 50                 | 137              | 33                   |
| Разом    | 454     | 113                | 298              | 43                   |